# 急救

急救標誌

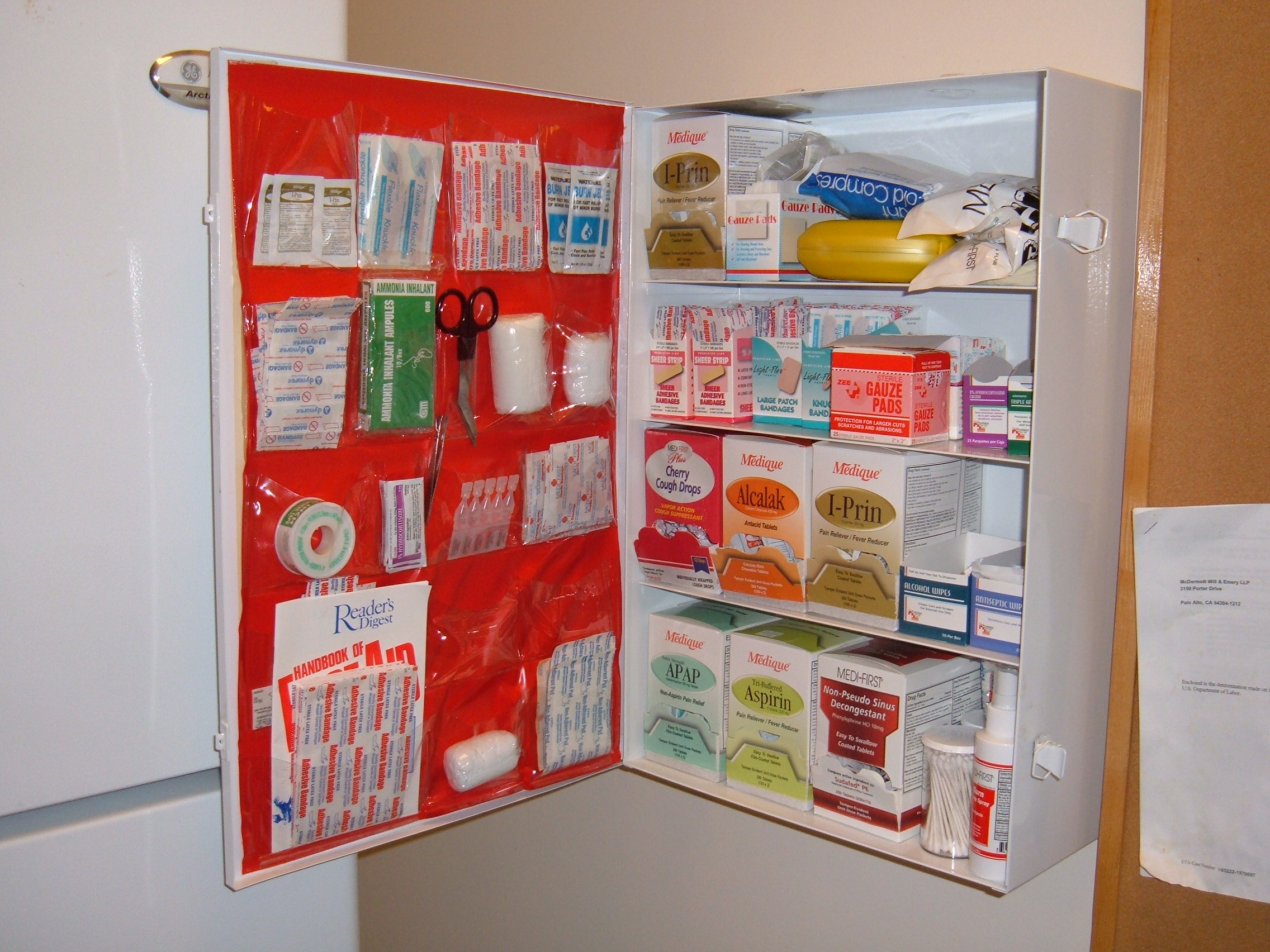
急救藥箱

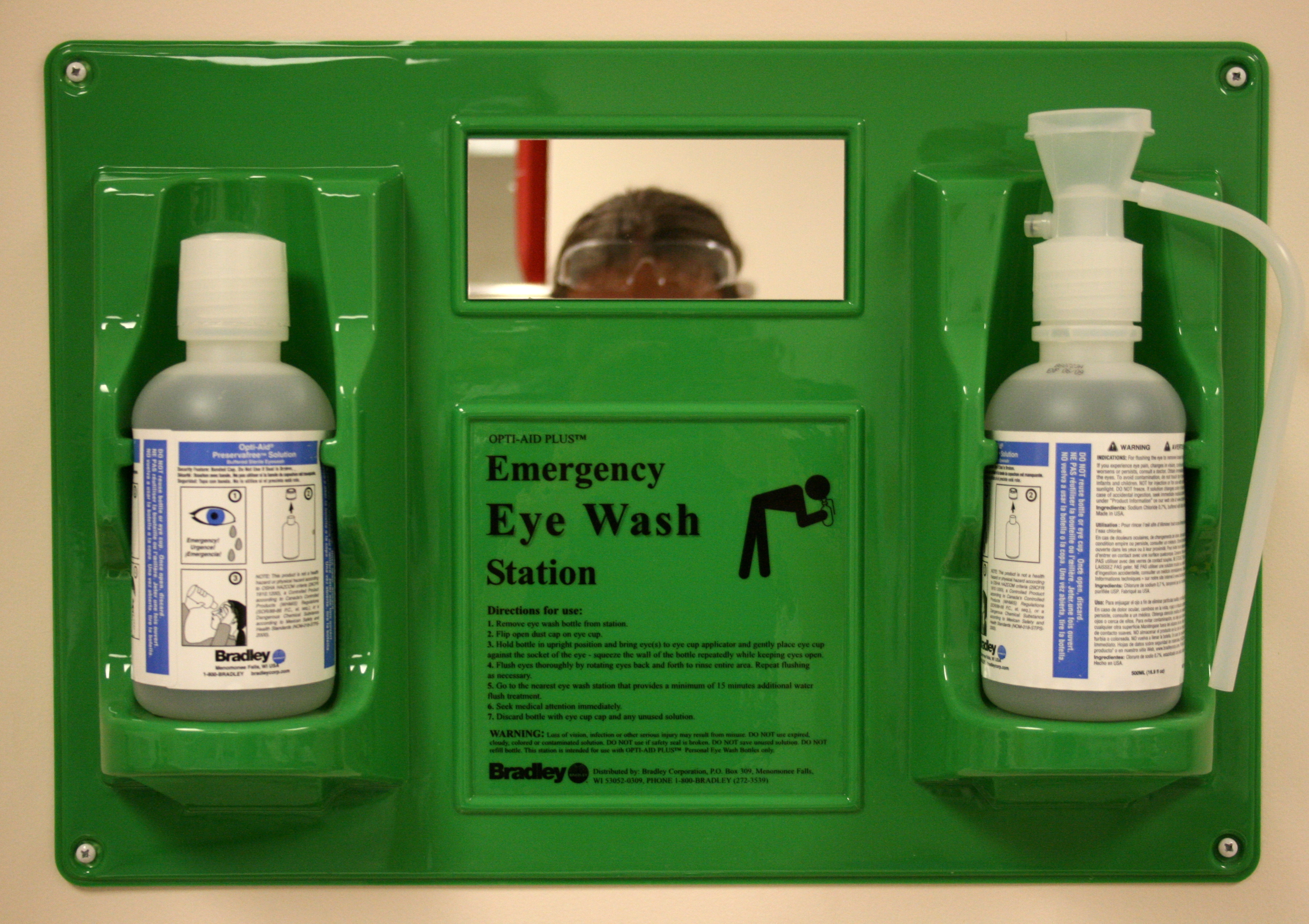
洗眼水

急救即“緊急救治”的意思，是对伤员或病人的初步紧急护理和治疗，尤指在尚未得到正式内外科处理前的处置。

## 目的
急救的主要目標可以概括為三個關鍵點：
- 維持生命：包括急救，所有醫療服務的首要目的是為了拯救生命。
- 防止進一步的傷害：有時也被稱為防止病情惡化，這涵蓋了兩個的外部因素：
  1. 移動病人遠離任何傷害的原因。
  2. 運用急救技術，以防止病情惡化變得危急。例如作為施加壓力，以停止流血。
- 促進復原：急救也涉及試圖從生病或受傷的恢復過程，以及在某些情況下可能會涉及完成治療的過程。例如對一個小傷口使用膏藥。

## 急救程序
急救員抵達現場後，需按照D.R.C.A.B口訣為傷病者進行評估：
- 確保環境安全（Danger）—觀察及評估當時現場環境是否會對施救者或傷者構成危險，如有請先移除所有危險因素，如危險因素不能在短時間內移除（如火災等），就應考慮把傷者移離現場。除非不移動傷者會造成更大危險甚至危及性命，否則盡可能不要移動傷者。
- 檢查傷者清醒及反應程度（Response）—在傷者的雙耳呼叫及輕搖雙肩五至十秒，以測試傷者的反應，如沒反應，應找旁人前來協助。
- 檢查脈搏和循環徵象（Circulation）檢查頸動脈，急救員應將食指和中指從傷者喉核向自身方向滑下約2.5厘米。檢查呼吸及脈搏應在十秒之內完成。
- 暢通呼吸道（Airway）—以按額托顎方法暢通氣道，即一隻手按著傷者前額，另一隻手托著傷者顎骨向額頭方向推，目的是保持呼吸道通畅，同時觀看傷者口內有否異物，如有異物應立即清除。如懷疑傷者頭或頸部受傷，應另以創傷推顎法暢通氣道，以免令脊椎或脊髓受傷。
- 檢查呼吸（Breathing）檢查脈搏和循環徵象.把面部貼近傷者口鼻，以自身感覺和聆聽傷者有否呼吸，留意傷者胸口有否起伏.

如傷者無呼吸及脈搏，應著旁人立即報警及提取自動體外心臟去顫器（AED），立即進行心肺復甦術（CPR）程序。
如傷者恢復脈搏及呼吸但未清醒，應將傷者置於復原臥式（讓傷者側臥，頭部後仰保持氣道暢通，離地較遠的手墊於臉頰之下，將離地較遠的腿的髖關節和膝關節擺放成直角，固定體位），並留意其脈搏及呼吸。如傷者轉醒，便應處理其他傷處，如骨折及出血。無論如何，急救員應留在現場協助傷病者直至救護人員抵達。
部份國家如美國鼓勵市民無論有否正式學習心肺復甦術亦應嘗試為傷病者進行心外壓，但仍建議已考獲受公認急救證書的人士進行，其他人士如不肯定傷者情況，不應對傷者進行心肺復甦術，並立即報警或呼叫求助；傷病者清醒則作出安慰，使傷病者情緒得以穩定。

## 傷病者分流
当发生重大灾害事件时，医护人员可能会面临有大量受伤患者同时需要救治的情况，这时采取急救检伤分类能合理利用有限人力，对有生命危险的优先救治，对可以延后救治的或者已无法救治的暂缓救治。
标识分类原则：
1. 第一优先    重伤员（红色标识）；
2. 其次优先    中度伤员（黄色标识）；
3. 延期处理    轻伤员（绿色或者蓝色标识）；
4. 最后处理    死亡遗体（黑色标识）；